# Klenovská Rimava
Klenovská Rimava je říčka v Malohontu, v severozápadní části okresu Rimavská Sobota. Je významným pravostranným přítokem Rimavy a má délku 19 km.

## Pramen
Pramení ve Veporských vrších, v podcelku Balocké vrchy, pod vrchem Bánovo (1077,6 m n. m.) v nadmořské výšce přibližně 960 m n. m.

## Popis toku
V pramenné oblasti přibírá několik kratších přítoků a teče jižním směrem, přibírá nejprve zleva Tepličné, později zprava Mazurku a Temničný potok a vstupuje do Stolických vrchů, do podcelku Klenovské vrchy. Zde přibírá levostranné přítoky, Borový potok a Pavlov potok, a následně nejvodnatější přítok - Veporský potok zprava u osady Ráztočné. Stáčí se na jihovýchod a vtéká do vodní nádrže Klenovec, do které zleva ústí Čerešňový potok. Pod přehradním zdí protéká obcí Klenovec, později osadou Maša a severním okrajem města Hnúšťa.

## Ústí
Na katastrálním území města Hnúšťa, v Rimavském podolie, se v nadmořské výšce cca 290 m n. m. vlévá do Rimavy.